# AMD 파이어프로

AMD DirectGMA (Direct Graphics Memory Access)

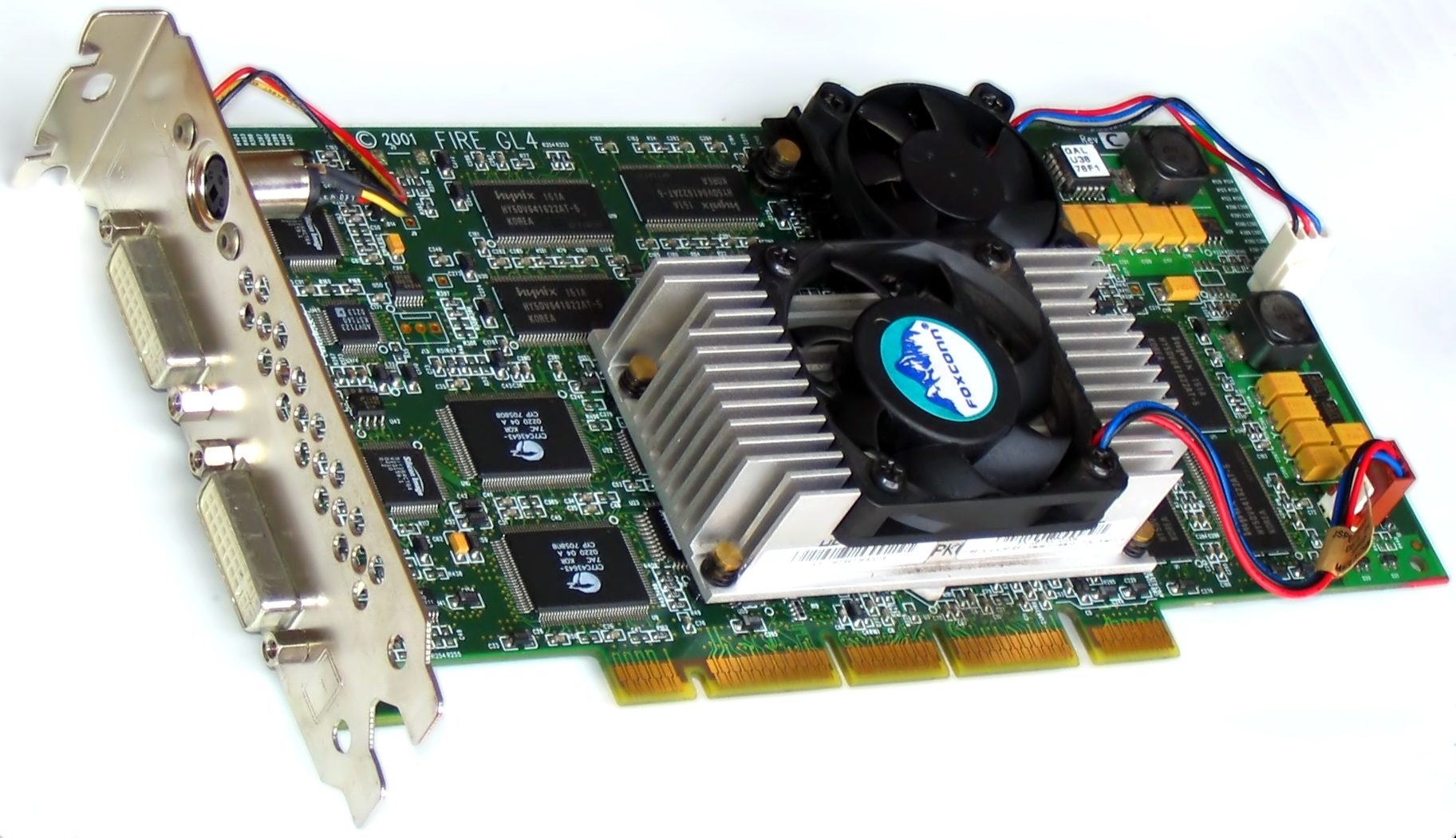
파이어프로 4 그래픽 카드

파이어프로(FirePro)는 IBM 지오메트리와 레스터라이저 칩 기반의 워크스테이션 계열의 그래픽 가속기를 제조했던 영국 회사였다. ATI가 나중에 이 회사를 사들여서 파이어프로 그래픽 카드를 워크스테이션 계열의 컴퓨팅을 위해 개발해 나가기 시작하였다.
AMD 파이어프로의 그래픽카드는 캐드와 DCC (디지털 콘텐츠 제작) 프로그램에서 사용할 수 있도록 AMD가 제조한 것으로, 워크스테이션에서 쉽게 찾을 수 있다. 레이디언과 하드웨어 구조가 비슷하지만 약간의 차이가 있다면 파이어프로 드라이버의 사용 여부이다.

## 역사
파이어GL 계열은 원래 1995년 말 다이아몬드 멀티미디어에 인수되기 전 독일 회사 Spea Software AG가 개발한 것이다. 최초의 파이어GL 보드는 3D랩스 GLINT 3D 프로세서 칩을 사용하였다.
과거에 사용된 이름으로 ATI 파이어GL, ATI 파이어프로 3D, AMD 파이어스트림이 있다.
2016년 7월, AMD는 파이어프로 브랜드를 레이디언 프로로 대체할 것이라 발표했다.

## ATI 파이어GL 이전 카드 목록
| 연도 | 제조업체   | 모델            | 칩셋                                    | 메모리 (RAM)             | 버스 유형  |
| ---- | ---------- | --------------- | --------------------------------------- | ------------------------ | ---------- |
| 1995 | SPEA       | FireGL          | 3Dlabs GLINT 300SX + S3 86C968/86c868   | 8 MB VRAM + 8-12 MB DRAM |            |
|      | 다이아몬드 | FireGL 1000     | 3DLabs Permedia + GLint Delta           | 4/8 MB                   |            |
|      | 다이아몬드 | FireGL 1000 Pro | 3DLabs Permedia 2                       | 4/8 MB                   |            |
|      | 다이아몬드 | FireGL 2000     | 3Dlabs GLINT 300SX + S3 86C968/86c868   | 8 MB VRAM + 8-12 MB DRAM |            |
|      | 다이아몬드 | FireGL 3000     | 3Dlabs Glint 500TX + Glint Delta        | 8 MB VRAM+ 8/16/32 MB    |            |
|      | 다이아몬드 | FireGL 4000     | Mitsubishi 3Dpro/2MP                    | 15 3D RAM/ 4-16 CDRAM    |            |
|      | 다이아몬드 | FireGL 5000     | Mitsubishi iMPAC-GE                     |                          |            |
|      | 다이아몬드 | FireGL 1        | IBM Oasis Rasterizer                    | 32 MB                    | AGP 2x     |
|      | 다이아몬드 | FireGL 2        | IBM RC1000 (120 MHz) + GT1000 (190 MHz) | 64 MB DDR (120 MHz)      | AGP 4x     |
|      | 다이아몬드 | FireGL 3        | IBM RC1000 (120 MHz) + GT1000 (190 MHz) | 128 MB DDR (120 MHz)     | AGP 4x Pro |
|      | 다이아몬드 | FireGL 4        | IBM RC1000 (150 MHz) + GT1000 (205 MHz) | 128 MB DDR (150 MHz)     | AGP 4x Pro |

## 같이 보기
- 엔비디아 쿼드로